# Okręg Tulcza
Tulcza (rum. Tulcea) – okręg we wschodniej Rumunii (Dobrudża), ze stolicą w mieście Tulcza. W 2011 roku liczył 213 083 mieszkańców. Okręg ma powierzchnię 8499 km², a gęstość zaludnienia wynosiła 25,1 os./km².

## Struktura narodowościowa
Według spisu ludności z roku 2011 okręg Tulcza zamieszkiwały następujące narodowości:
- Rumuni - 84,7%
- Rosjanie - 4,85%
- Romowie - 1,61%
- Turcy - 0,786%
- Grecy - 0,554%
- Ukraińcy - 0,508%
- Tatarzy - 0,056%
- Węgrzy - 0,033%
- Macedończycy - 0,028%
- Ormianie - 0,027%
- Włosi - 0,027%

## Miasta
- Tulcza
- Măcin
- Babadag
- Isaccea
- Sulina

## Gminy
- Baia
- Beidaud
- Beștepe
- C.A. Rosetti
- Carcaliu
- Casimcea
- Ceamurlia de Jos
- Ceatalchioi
- Cerna
- Chilia Veche
- Ciucurova
- Crișan
- Dăeni
- Dorobanțu
- Frecăței
- Greci
- Grindu
- Hamcearca
- Horia
- I.C. Brătianu
- Izvoarele
- Jijila
- Jurilovca
- Luncavița
- Mahmudia
- Maliuc
- Mihai Bravu
- Mihail Kogălniceanu
- Murighiol
- Nalbant
- Niculițel
- Nufăru
- Ostrov
- Pardina
- Peceneaga
- Sarichioi
- Sfântu Gheorghe
- Slava Cercheză
- Smârdan
- Somova
- Stejaru
- Topolog
- Turcoaia
- Valea Nucarilor
- Valea Teilor
- Văcăreni